# Ælfweard
Pour l'évêque, voir Ælfweard (évêque de Londres).
Ælfweard (vers 900 – 2 août 924 ?) est un prince de la maison de Wessex.

## Biographie
Édouard l'Ancien se remarie avec Ælfflæd vers 899, à peu près au moment où son père Alfred le Grand meurt et où il lui succède sur le trône du Wessex. Ælfweard, premier enfant issu de ce second mariage, voit le jour peu après : il figure sur deux chartes de son père datant de 901. Dans la liste de témoins, il est mentionné avant son demi-frère aîné Æthelstan. Le fait qu'il soit né après l'avènement de son père lui confère une légitimité accrue en vue de la succession au trône.
Édouard l'Ancien meurt le 17 juillet 924. D'après le manuscrit A de la Chronique anglo-saxonne, Æthelstan succède directement à son père, mais une autre version de la Chronique précise qu'il est choisi comme roi par les Merciens, tandis qu'Ælfweard meurt quelques semaines après son père, le 2 août 924 à Oxford. En revanche, la liste de rois du Wessex incluse dans le Textus Roffensis mentionne Ælfweard comme successeur d'Édouard et lui attribue quatre semaines de règne, ce qui le ferait mourir aux alentours du 14 août plutôt que le 2. Il est possible qu'Édouard ait voulu partager le royaume entre ses deux fils, attribuant le Wessex à Ælfweard et la Mercie à Æthelstan.
Ælfweard est inhumé à Winchester, dans le New Minster fondé par son père.